# Neolamprologus christyi
Neolamprologus christyi là một loài cá thuộc họ Cichlidae. Nó là loài đặc hữu của hồ Tanganyika.